# 伊和达布斯诺尔
伊和达布斯诺尔（意为“大盐湖”），位于中华人民共和国内蒙古自治区锡林郭勒盟东乌珠穆沁旗南部的一个咸水湖，地处东乌珠穆沁旗与西乌珠穆沁旗交界地带，南为西乌珠穆沁旗乌兰哈拉嘎苏木达布斯图嘎查。伊和达布斯诺尔属于乌拉盖戈壁东南的一个“姊妹湖”，水面高程830米，水面面积6.68平方千米。湖水主要来自湖泊东部的塔日牙诺尔，丰水期塔日牙诺尔的湖水自东北注入伊和达布斯诺尔。
根据东乌珠穆沁旗公布的河湖长名单，伊和达布斯诺尔属于呼热图淖尔苏木呼格吉勒图嘎查管理范围内。